# Montagne de la Serre
Pour les articles homonymes, voir Serre (homonymie).
La montagne de la Serre est une montagne située en France, dans le Puy-de-Dôme, au sud de Clermont-Ferrand.

## Toponymie
Le toponyme Serre désigne une crête ou une colline étroite et allongée, souvent formée par la division d'un plateau par des vallées parallèles. Il dérive du mot latin serra, signifiant « scie », et fait ainsi référence à une crête en dos d'âne, dentelée, avec un sommet de forme allongée,.

## Géographie

### Géologie
La montagne de la Serre, culminant à 1 041 mètres d'altitude à la Vigeral, est un plateau basaltique surmontant des coteaux calcaires et constitue un exemple typique de relief inversé.

### Faune
La montagne abrite des espèces nicheuses comme le Busard cendré et le Grand-duc d’Europe. C’est également un site majeur pour observer les migrations, avec plus de 100 000 oiseaux recensés chaque année, dont des grues cendrées et des rapaces tels que l’Aigle botté et le Balbuzard pêcheur.

## Patrimoine
Les cabanes de la montagne de la Serre, construites en pierres sèches de basalte, étaient utilisées par les défricheurs et les bergers pour s'abriter. De petite taille (environ 0,90 m de diamètre), elles étaient fonctionnelles, adaptées au terrain et conçues pour protéger des intempéries. Appelées « Courtas », elles servaient à délimiter les pâturages et à offrir un abri temporaire.

## Protection environnementale
Il a été inscrit au Patrimoine mondial dans le bien « Haut lieu tectonique Chaîne des Puys - faille de Limagne », avec la chaîne des Puys et la faille de Limagne.